# Onosandridus plebeius
Onosandridus plebeius är en insektsart som beskrevs av Louis Albert Péringuey 1916. Onosandridus plebeius ingår i släktet Onosandridus och familjen Anostostomatidae. Inga underarter finns listade i Catalogue of Life.